# Tenomerga trabecula
Tenomerga trabecula är en skalbaggsart som beskrevs av Arturs Neboiss 1984. Tenomerga trabecula ingår i släktet Tenomerga och familjen Cupedidae. Inga underarter finns listade i Catalogue of Life.